# Bodtjärnen (Resele socken, Ångermanland)
Bodtjärnen är en sjö i Sollefteå kommun i Ångermanland och ingår i Ångermanälvens huvudavrinningsområde. Sjön har en area på 0,0587 kvadratkilometer och ligger 342,5 meter över havet. Sjön avvattnas av vattendraget Björkån.

## Delavrinningsområde
Bodtjärnen ingår i det delavrinningsområde (703691-157230) som SMHI kallar för Inloppet i Bredtjärnen. Medelhöjden är 339 meter över havet och ytan är 25,84 kvadratkilometer. Det finns inga avrinningsområden uppströms utan avrinningsområdet är högsta punkten. Björkån som avvattnar avrinningsområdet har biflödesordning 2, vilket innebär att vattnet flödar genom totalt 2 vattendrag innan det når havet efter 63 kilometer. Avrinningsområdet består mestadels av skog (88 procent). Avrinningsområdet har 0,17 kvadratkilometer vattenytor vilket ger det en sjöprocent på 0,7 procent.